# Ichnotáxon

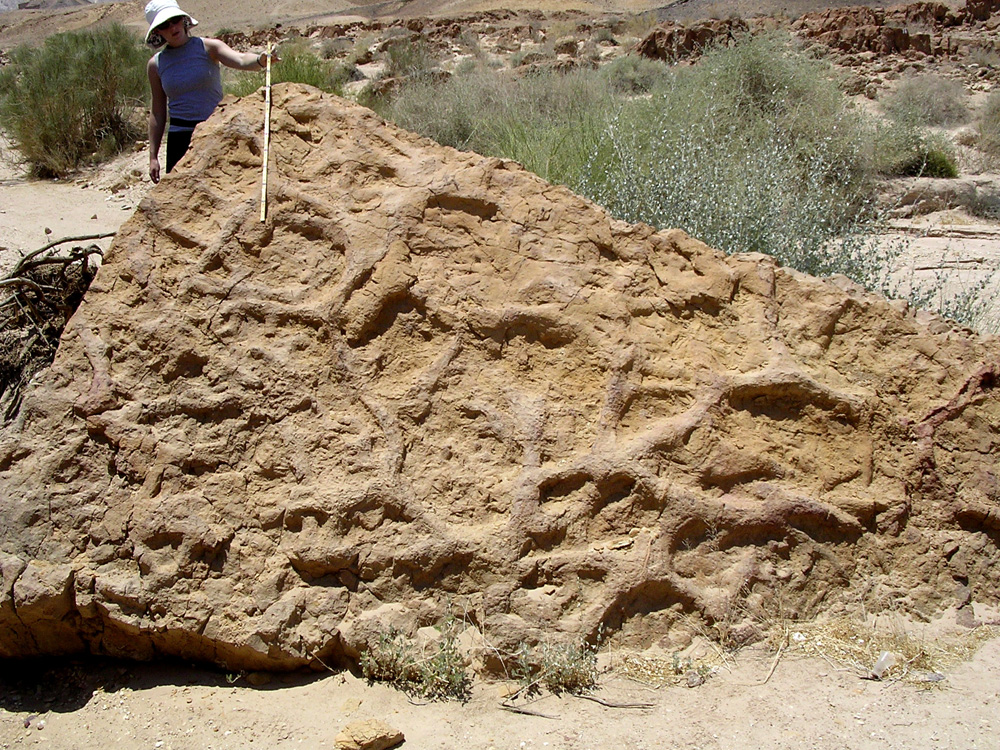
Icnogênero Thalassinoides, produzido por crustáceos.

Um ichnotáxon (plural ichnotaxa) é "um táxon baseado no trabalho fossilizado de um organismo", isto é, o equivalente um artefato não humano. Ichnotaxa vem do grego ίχνος, ichnos, que significa rastro e ταξις, táxis, que significa ordenação.
Ichnotaxa são nomes usados para identificar e distinguir icnofósseis morfologicamente distintos, mais comumente conhecidos como rastro-fósseis. Eles são designados por gênero e espécie por ichnologistas, bem como organismos na taxonomia lineana. Estes são conhecidos como ichnogênero e ichnospécie, respectivamente. "Ichnogenus" e "ichnospecies" são comumente abreviados como "igen". e "isp". Os nomes binomiais das icnospécies e seus gêneros devem ser escritos em itálico.
A maioria dos pesquisadores classifica rastro-fósseis apenas até a classificação ichnogenus, com base em rastro-fósseis que se assemelham na morfologia, mas têm diferenças sutis. Alguns autores construíram hierarquias detalhadas até a superclasse ichnos, reconhecendo detalhes tão finos que identificam a superordem ichnos e a ichnoinfraclasse, mas essas tentativas são controversas.

## Nomeação
Devido à natureza caótica da classificação de traços fósseis, vários ichnogenera possuem nomes normalmente afiliados a fósseis de corpos de animais ou fósseis de plantas. Por exemplo, muitos ichnogênero são nomeados com o sufixo -phycus devido à identificação incorreta como as algas. Edward Hitchcock foi o primeiro a usar o agora normal sufixo -ichnus em 1858, para Cochlichnus.

## História
Devido à história difícil de classificar os fósseis, houve várias tentativas de reforçar a consistência na nomeação de ichnotaxa.
Em 1961, a Comissão Internacional de Nomenclatura Zoológica determinou que a maioria dos táxons rastreados com nome de 1930 não estaria mais disponível.

## Brasil
Durante o início do Cretáceo, uma grande área no Brasil e em outros países da América do Sul foi coberta por um extenso campo de paleoergs, o deserto de Botucatu. O município de Araraquara, em São Paulo, contém algumas das mais diversas assembléias icnológicas da Formação Botucatu. Os fósseis vestigiais de mamíferos da Formação Botucatu são de grande interesse, pois podem representar o único registro de Mammaliamorpha do Baixo Cretáceo do Brasil. Esses rastros fósseis podem ser agrupados em duas classes distintas, com base nas dimensões das pegadas. O morfotipo maior é descrito e classificado como ichnotáxon, Aracoaraichnium leonardii igen. nov. isp. nov.. Esse morfotipo pode ser diferenciado de Brasilichnium Leonardi, 1981 por morfologia de dígitos.